# Pseudagrion helenae
Pseudagrion helenae é uma espécie de libelinha da família Coenagrionidae.
Pode ser encontrada nos seguintes países: Botswana, Malawi e Zâmbia.
Os seus habitats naturais são: pântanos, marismas de água doce e marismas intermitentes de água doce.
Está ameaçada por perda de habitat.